# Val-de-Meuse
Val-de-Meuse är en kommun i departementet Haute-Marne i regionen Grand Est (tidigare regionen Champagne-Ardenne) i nordöstra Frankrike. Kommunen ligger i kantonen Bourbonne-les-Bains som tillhör arrondissementet Langres. År 2017 hade Val-de-Meuse 1 861 invånare. Kommunens huvudort är Montigny-le-Roi.
Den 1 januari 2012 bröt sig Avrecourt och Saulxures ut ur kommunen Val-de-Meuse.

## Befolkningsutveckling
Antalet invånare i kommunen Val-de-Meuse
| Referens: INSEE |